# Мусимесси, Хулио Элиас
Хулио Элиас Мусимесси (исп. Julio Elías Musimessi; 9 июня 1924, Ресистенсия, провинция Чако — 27 августа 1996, Морон) — аргентинский футболист, вратарь. Первый вратарь в аргентинском футболе, который начал выступать без наколенников.

## Биография
Хулио Мусимесси родился в городе Корриентес. Первоначально он играл в баскетбол. Однажды его друзья-футболисты, знающие умение Мусимесси хватать мяч, пригласили его поиграть в футбол: им был нужен вратарь из-за травмы основного голкипера их команды. Постепенно Мусимесси бросил баскетбол и стал заниматься исключительно футболом. Его первой командой стал клуб «Бока Унидос» из Корриентеса.

### Клубная карьера
В 1943 году 19-летний Мусимесси перешёл в клуб «Ньюэллс Олд Бойз». В официальной игре Мусимесси дебютировал только в 1950 году. Всего за клуб он выступал в течение 9 лет и сыграл 183 матч.
В 1953 году он перешёл в клуб «Бока Хуниорс» вместе с партнёрами по «Ньюэллс», Хуаном Карлосом Кольманом и Франсиско Ломбардо. Он дебютировал в составе команды 5 апреля 1953 года в матче с клубом «Росарио Сентраль», который завершился вничью 0:0. С «Бокой» он в 1954 году выиграл чемпионат Аргентины, первый для клуба за 10 лет. Мусимесси выступал за «Боку» на протяжении 6 лет, сыграв в 155 матчах.
Мусимесси завершил карьеру в 1961 году в чилийском клубе «Грин Кросс».

### Международная карьера
В составе сборной Аргентины Мусимесси выступал с 1953 по 1958 год, проведя 14 матчей, в которых пропустил 11 голов. Его дебютной игрой стал матч против Испании в Мадриде. После игры Сантьяго Бернабеу пригласил его в свой клуб, «Реал», однако руководители «Боки Хуниорс» сказали ему, что он настоящий «бокиненсе», и Мусимесси, не только вратарь, но и болельщик клуба, решил остаться в команде.
В 1955 году Мусимесси в составе команды выиграл чемпионат Южной Америки, на котором провёл 4 игры. В одном из матчей первенства, с Уругвам, он на 82-й минуте отбил пенальти от Оскара Мигеса.
На следующем первенстве Мусимесси провёл все 5 матчей и пропустил 3 мяча. В 1958 году Мусимесси поехал на чемпионат мира, однако там не сыграл ни одного матча.

## Нефутбольная жизнь
Одновременно с футболом Мусимесси являлся певцом, выступая на открытых концертах и радио LR2. Позже он выпустил альбом со своими песнями. Самой его известной композицией стала песня «Viva voca». За это Хулио Элиас получил прозвище «Поющий голкипер».
После завершения карьеры Мусимесси открыл закусочную в городе Морон. В 1986 году, когда он решил закрыть своё заведение, группа молодёжи, которую не пустили в закусочную, открыла по нему огонь из огнестрельного оружия, в результате Мусимесси получил два ранения. Он провёл несколько дней в коме. В больнице его регулярно посещали футбольные деятели, среди которых Амадео Каррисо, один из лучших вратарей в истории Аргентины.
27 августа 1996 года Мусимесси умер в санатории Агуэро де Морон, куда был направлен из-за кровоизлияния в мозг. Он был похоронен на местном кладбище, а в сентябре 2006 года его останки перенесли в специальный сектор на кладбища Парк Ираола, где хоронят известных игроков «Боки Хуниорс».

## Статистика
| Сезон | Клуб             | Лига    | Чемпионат | Чемпионат    |
| Сезон | Клуб             | Лига    | Игры      | Пропущ. голы |
| ----- | ---------------- | ------- | --------- | ------------ |
| 1944  | Ньюэллс Олд Бойз | Примера | 13        | ?            |
| 1945  | Ньюэллс Олд Бойз | Примера | 17        | ?            |
| 1946  | Ньюэллс Олд Бойз | Примера | 28        | ?            |
| 1947  | Ньюэллс Олд Бойз | Примера | 19        | ?            |
| 1948  | Ньюэллс Олд Бойз | Примера | 20        | ?            |
| 1949  | Ньюэллс Олд Бойз | Примера | 5         | ?            |
| 1950  | Ньюэллс Олд Бойз | Примера | 30        | ?            |
| 1951  | Ньюэллс Олд Бойз | Примера | 22        | ?            |
| 1952  | Ньюэллс Олд Бойз | Примера | 29        | ?            |
| 1953  | Ньюэллс Олд Бойз | Примера | 0         | 0            |
| 1953  | Бока Хуниорс     | Примера | 28        | ?            |
| 1954  | Бока Хуниорс     | Примера | 25        | ?            |
| 1955  | Бока Хуниорс     | Примера | 30        | ?            |
| 1956  | Бока Хуниорс     | Примера | 21        | ?            |
| 1957  | Бока Хуниорс     | Примера | 30        | ?            |
| 1958  | Бока Хуниорс     | Примера | 14        | ?            |
| 1959  | Бока Хуниорс     | Примера | 7         | ?            |
| 1960  | Грин Кросс       | Примера | ?         | ?            |
| 1961  | Грин Кросс       | Примера | ?         | ?            |

## Достижения
- Чемпион Аргентины: 1954
- Чемпион Южной Америки: 1955
- Чемпион Чили: 1960